# Notiobiella nitidula
Notiobiella nitidula is een insect uit de familie van de bruine gaasvliegen (Hemerobiidae), die tot de orde netvleugeligen (Neuroptera) behoort. 
Notiobiella nitidula is voor het eerst wetenschappelijk beschreven door Navás in 1910.